# Kailashahar
Kailasahar là một thị xã và là một nagar panchayat của quận North Tripura thuộc bang Tripura, Ấn Độ.

## Nhân khẩu
Theo điều tra dân số năm 2001 của Ấn Độ, Kailasahar có dân số 20.279 người. Phái nam chiếm 51% tổng số dân và phái nữ chiếm 49%. Kailasahar có tỷ lệ 82% biết đọc biết viết, cao hơn tỷ lệ trung bình toàn quốc là 59,5%: tỷ lệ cho phái nam là 84%, và tỷ lệ cho phái nữ là 79%. Tại Kailasahar, 10% dân số nhỏ hơn 6 tuổi.